# Сурали
Сурали (пол. Surały) — село в Польщі, у гміні Грабово Кольненського повіту Підляського воєводства.
Населення — 99 осіб (2011).
У 1975-1998 роках село належало до Ломжинського воєводства.

## Демографія
Демографічна структура станом на 31 березня 2011 року:
|          | Загалом | Допрацездатний вік | Працездатний вік | Постпрацездатний вік |
| -------- | ------- | ------------------ | ---------------- | -------------------- |
| Чоловіки | 51      | 10                 | 30               | 11                   |
| Жінки    | 48      | 12                 | 21               | 15                   |
| Разом    | 99      | 22                 | 51               | 26                   |